# Babka zwyczajna

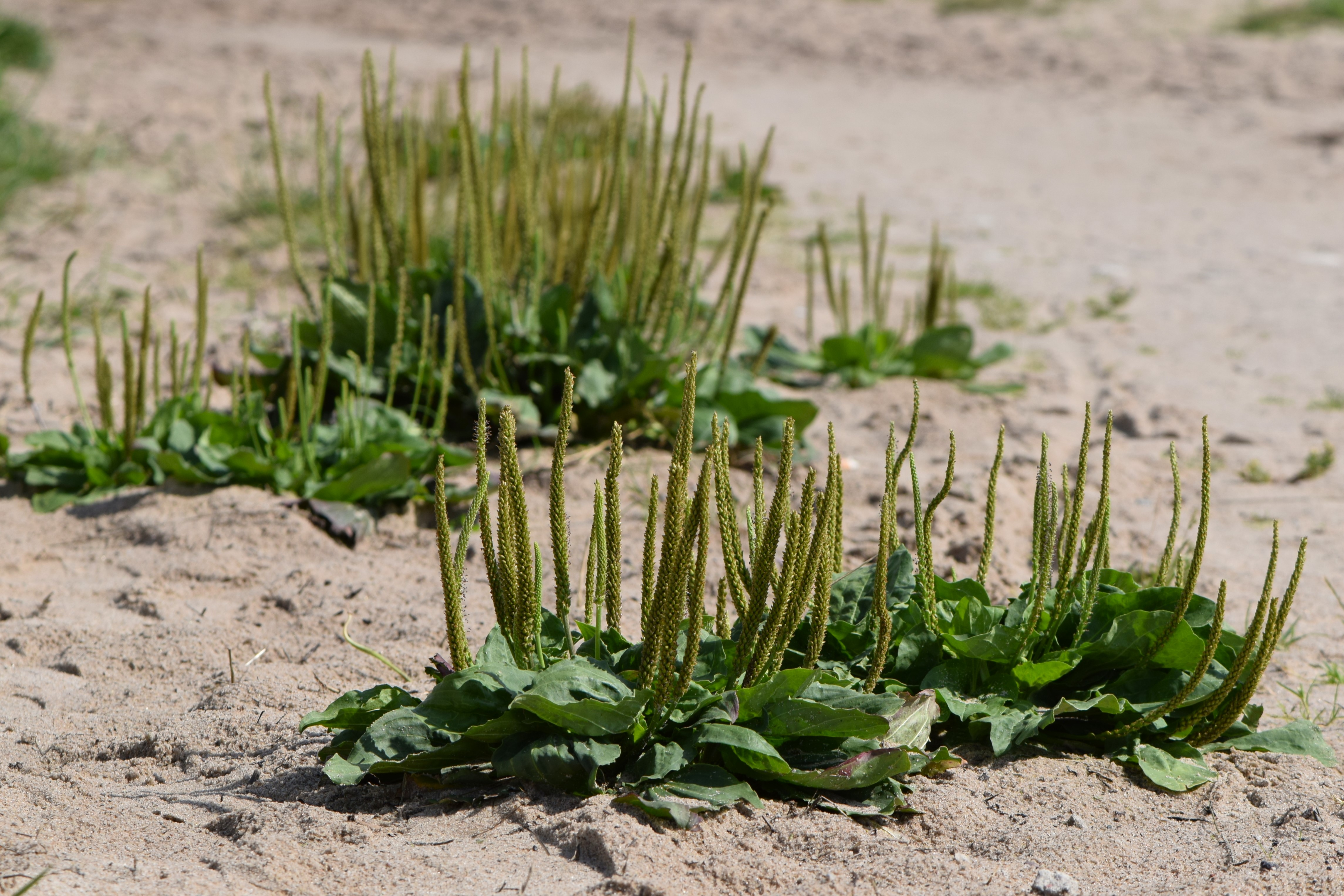
Pokrój

Babka zwyczajna, babka większa (Plantago major L.) – gatunek rośliny należący do rodziny babkowatych. Rodzimy obszar występowania obejmował Europę i Azję, ale jako gatunek zawleczony rozprzestrzenił się także na innych kontynentach, szczególnie pospolicie w Ameryce Północnej. W Polsce gatunek pospolity na całym terenie.

## Morfologia

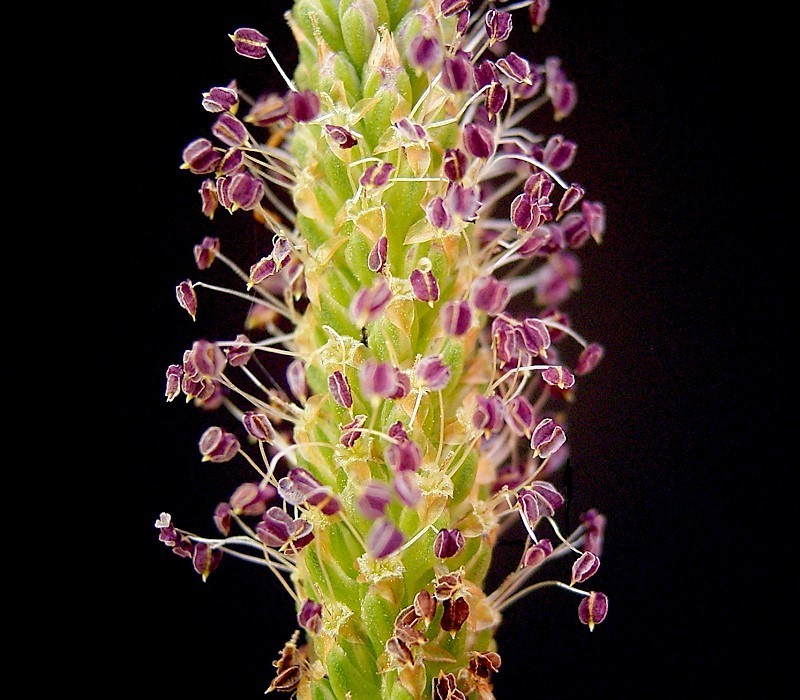
Kwiaty

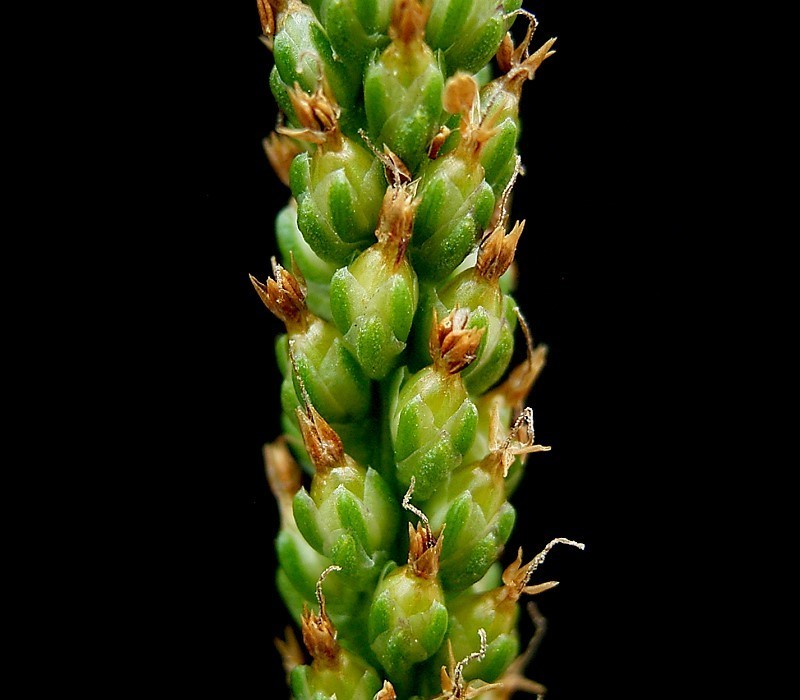
Owoce

PokrójWysokość od 5 do 30 cm, rzadko do 70 cm – bardzo zmienna zależnie od właściwości gleby.
ŁodygaSilnie skrócona (dlatego liście skupione w przyziemnej różyczce), tylko w czasie kwitnienia rozwijają się 1–3 (rzadziej więcej) nierozgałęzione łodygi kwiatonośne, prosto wzniesione, bezlistne, obłe i skąpo owłosione, wyrastające z pachwin liści.
LiścieSkupione w przyziemnej różyczce liściowej. Blaszka szerokojajowata (najwyżej 1,5 razy dłuższe niż szersze), całobrzega albo skąpo ząbkowana, naga lub słabo owłosiona, z 5 lub 7 (lub 9 – dla bardzo dużych liści) równoległymi nerwami, w nasadzie zaokrąglona lub sercowata. Ogonki liściowe mniej więcej długości blaszki, nagie lub luźno tylko owłosione.
KwiatyZebrane w szczytowe, walcowate kłosy o długości równej szypule, lub większej. Niepozorne, małe (do 2 mm długości), siedzące o zredukowanych szypułkach, żółtawozielone. Kielich złożony z czterech, szerokoeliptycznych działek, wolnych do samej nasady. Korona 4-płatkowa, rurkowata, naga. Pręciki 4 z długimi, białymi nitkami zakończonymi bladoliliowymi, z czasem brudnożółtymi pylnikami. Zalążnia górna.
OwoceJajowata puszka, zawierająca zwykle (6) 8 (10) nasion Otwiera się wieczkiem. Nasiona owalne lub w różny sposób zdeformowane – kanciaste. Powierzchnia matowa ze zmarszczkami, które na stronie grzbietowej mają układ podłużny, na brzusznej – promienisty (ze znaczkiem pośrodku). Barwa brunatna od jasnej do ciemnej. Długości 2–4 mm i 0,3–0,4 mm szerokości, inne źródła podają długość 1-1,7 mm, szerokość 0,6–0,9 mm, grubość 0,3–0,5 mm.

## Biologia i ekologia
RozwójBylina, hemikryptofit. Roślina kwitnie od czerwca do października, według niektórych źródeł od maja do września. Łupina nasienna pod wpływem wilgoci pęcznieje i śluzowacieje, dlatego przyczepia się, na przykład do stóp ludzi i zwierząt i w ten sposób roślina jest rozsiewana.
SiedliskoPorasta drogi, przydroża, rowy, wysypiska, piargi, łąki. Zasiedla zadeptywane podłoża, również na glebach żyznych. W uprawach rolnych jest chwastem.
Cechy fitochemiczneLiście są bogate we flawonoidy (skutalereinę, bajkaleinę), pektyny, witaminy A, C, K. Zawierają także śluz, glikozydy irydoidowe (aukubina, katalpol), kwasy organiczne (cytrynowy, fumarowy, benzoesowy, cynamonowy i in.), garbniki (ok. 4%), enzymy (inwertynę, emulsinę), saponiny trójterpenowe.

## Nazewnictwo
Nazwa rodzajowa Plantago pochodzi z łacińskiego planta, czyli podeszwa, co wiąże się ze skórzastymi liśćmi roślin z tego rodzaju. Epitet gatunkowy major wskazuje, że liście tego gatunku są większe od liści pozostałych babek.
W języku polskim funkcjonują liczne nazwy zwyczajowe gatunku: babka szerokolistna, babka pospolita, babka wielka, babka szeroka, podróżnik, skołojna. Równie wiele nazw zwyczajowych ma babka szerokolistna w innych językach, zwłaszcza w angielskim i niemieckim.
Babka szerokolistna była jedną z pierwszych europejskich roślin zawleczonych do Ameryki przez białych osadników w XVII w. Błyskawicznie się rozprzestrzeniająca, zyskała wśród Indian zamieszkujących wschodnie wybrzeże Ameryki Północnej nazwę Śladu białego człowieka.

## Systematyka i zmienność
W szerokim ujęciu systematycznym przyjętym we Flora Europaea traktowane są jako odrębne gatunki:
- Plantago major subsp. major – babka zwyczajna
- Plantago major subsp. intermedia (DC.) Arcang. – syn. P. intermedia Gilib. babka wielonasienna
- Plantago major subsp. winteri (Wirtg.) W. Ludw. – syn. P. winteri Wirtg. babka Wintera

## Zastosowanie
- Roślina lecznicza. W Chinach znana była już od 3000 lat. W starożytności zalecana była w przypadku ukąszeń przez węże i skorpiony.
  - Surowiec zielarski: liście – Folium Plantaginis majoris.
  - Działanie: wykrztuśne, przeciwzapalne, powlekające (osłaniające). W medycynie ludowej świeże liście przykładano na niewielkie zranienia, ukąszenia owadów, zwichnięcia, ropiejące rany, owrzodzenia, napar służył do przemywania trudno gojących się ran.
  - Zbiór i suszenie: zbiera się od maja do września i suszy w warunkach naturalnych lub w suszarni, w temperaturze do 40 °C.
- Sztuka kulinarna: świeże liście dodawane są do sałatek, suszone stosowane jako napar.

## Obecność w kulturze
Okazy babki zwyczajnej, zarówno w postaci płonnych różyczek liści przyziemnych, jak i w postaci rozwiniętych i owocujących okazów występują kilkakrotnie, bardzo wiernie odwzorowane, w tle malarskim scen w ołtarzu Wita Stwosza w Kościele Mariackim w Krakowie. Okazy babki znajdziemy również w twórczości wielu europejskich malarzy końca średniowiecza i Odrodzenia, np. na obrazie "Spotkanie Chrystusa z Magdaleną w ogrodzie" Jacoba Cornelisza z Amsterdamu z 1507 r. czy u stóp Matki Boskiej na obrazie Barenda van Orleya "Madonna z Dzieciątkiem i aniołami" z ok. 1518 r.